# Suomenniemi
Suomenniemi – dawna gmina w Finlandii, położona w południowo-wschodniej części państwa, należąca do regionu Karelia Południowa. 1 stycznia 2013 roku została włączona do gminy Mikkeli.
W momencie fuzji gminę zamieszkiwały 754 osoby.